# هرمان ويبر (صحفي)
هرمان ويبر (بالألمانية: Hermann Weber)‏ هو كاتب سير ذاتية وصحفي ومؤرخ ألماني، ولد في 23 أغسطس 1928 في مانهايم في ألمانيا، وتوفي بنفس المكان في 29 ديسمبر 2014.

## وصلات خارجية
- هرمان ويبر على موقع IMDb (الإنجليزية)
- هرمان ويبر على موقع مونزينجر (الألمانية)